# Vittori (calciatore)
Amedeo Vittori (Roma, 27 ottobre 1900 – ...) è stato un calciatore italiano, di ruolo portiere.

## Carriera
Con la Fortitudo Roma disputò 42 gare, subendo 69 reti, nei campionati di Prima Divisione 1922-1923, Prima Divisione 1923-1924, Prima Divisione 1924-1925 e Divisione Nazionale 1926-1927.